# Franklin megye (Ohio)
Franklin megye az Amerikai Egyesült Államokban, azon belül Ohio államban található. Megyeszékhelye Columbus. Lakosainak száma 1 323 807 fő (2020). Franklin megye Pickaway, Fairfield, Licking, Delaware, Union és Madison megyékkel határos.

## Népesség
A megye népességének változása:
| Lakosok száma | 1 165 970 | 1 179 411 | 1 196 070 | 1 212 263 | 1 251 722 | 1 323 807 |
|               | 2010      | 2011      | 2012      | 2013      | 2015      | 2020      |